# Grand Prix Niemiec 1979
Grand Prix Niemiec 1979 (oryg. Großer Preis von Deutschland) – 10. runda Mistrzostw Świata Formuły 1 w sezonie 1979, która odbyła się 29 lipca 1979, po raz czwarty na torze Hockenheimring.
41. Grand Prix Niemiec, 27. zaliczane do Mistrzostw Świata Formuły 1.

## Klasyfikacja
| Poz. | Nr. | Kierowca              | Konstruktor        | Okrążeń | Czas/powód NU | Poz. start. | Punktów |
| ---- | --- | --------------------- | ------------------ | ------- | ------------- | ----------- | ------- |
| 1    | 27  | Alan Jones            | Williams-Ford      | 45      | 1:24:48.83    | 2           | 9       |
| 2    | 28  | Clay Regazzoni        | Williams-Ford      | 45      | +2.91 sek.    | 6           | 6       |
| 3    | 26  | Jacques Laffite       | Ligier-Ford        | 45      | +18.39 sek.   | 3           | 4       |
| 4    | 11  | Jody Scheckter        | Ferrari            | 45      | +31.20 sek.   | 5           | 3       |
| 5    | 7   | John Watson           | McLaren-Ford       | 45      | +1:37.80      | 12          | 2       |
| 6    | 30  | Jochen Mass           | Arrows-Ford        | 44      | +1 okrążenie  | 18          | 1       |
| 7    | 4   | Geoff Lees            | Tyrrell-Ford       | 44      | +1 okrążenie  | 16          |         |
| 8    | 12  | Gilles Villeneuve     | Ferrari            | 44      | +1 okrążenie  | 9           |         |
| 9    | 3   | Didier Pironi         | Tyrrell-Ford       | 44      | +1 okrążenie  | 8           |         |
| 10   | 17  | Jan Lammers           | Shadow-Ford        | 44      | +1 okrążenie  | 20          |         |
| 11   | 18  | Elio de Angelis       | Shadow-Ford        | 43      | +2 okrążenia  | 21          |         |
| 12   | 6   | Nelson Piquet         | Brabham-Alfa Romeo | 42      | Silnik        | 4           |         |
| NU   | 29  | Riccardo Patrese      | Arrows-Ford        | 34      | Opona         | 19          |         |
| NU   | 8   | Patrick Tambay        | McLaren-Ford       | 30      | Zawieszenie   | 15          |         |
| NU   | 20  | Keke Rosberg          | Wolf-Ford          | 29      | Silnik        | 17          |         |
| NU   | 5   | Niki Lauda            | Brabham-Alfa Romeo | 27      | Silnik        | 7           |         |
| NU   | 25  | Jacky Ickx            | Ligier-Ford        | 24      | Opona         | 14          |         |
| NU   | 31  | Héctor Rebaque        | Lotus-Ford         | 22      | Sterowność    | 24          |         |
| NU   | 1   | Mario Andretti        | Lotus-Ford         | 16      | Przen napędu  | 11          |         |
| NU   | 16  | René Arnoux           | Renault            | 9       | Opona         | 10          |         |
| NU   | 15  | Jean-Pierre Jabouille | Renault            | 7       | Wypadł z toru | 1           |         |
| NU   | 14  | Emerson Fittipaldi    | Fittipaldi-Ford    | 4       | Elektronika   | 22          |         |
| NU   | 2   | Carlos Reutemann      | Lotus-Ford         | 1       | Wypadek       | 13          |         |
| NU   | 9   | Hans Joachim Stuck    | ATS-Ford           | 0       | Zawieszenie   | 23          |         |
| NZ   | 22  | Patrick Gaillard      | Ensign-Ford        |         |               |             |         |
| NZ   | 24  | Arturo Merzario       | Merzario-Ford      |         |               |             |         |